# Masato Kudo
Masato Kudo (工藤 壮人, Kudō Masato, Suginami, 6 de maio de 1990 – Miyazaki, 21 de outubro de 2022) foi um futebolista japonês que atuava como atacante. Seu último clube era o Tegevajaro Miyazaki.

## Carreira internacional
Em 23 de setembro de 2010, Kudo foi selecionado para a seleção sub-21 do Japão para os Jogos Asiáticos de 2010, realizados em Cantão, China.
Em 23 de maio de 2013, Kudo foi convocado para a seleção principal do Japão pela primeira vez antes de uma partida amistosa internacional contra a Bulgária.

## Morte
Kudo morreu de complicações de uma cirurgia no cérebro em 21 de outubro de 2022, aos 32 anos. A cirurgia ocorreu após uma queda súbita e diagnóstico de hidrocefalia.